# Nadia Al-Kokabany
Nadia Al-Kokabany (Taiz, 20 de octubre de 1968) es una arquitecta, escritora, académica y novelista yemenita que ha incursionado en la creación de historias cortas y artículos académicos.

## Biografía
Estudió arquitectura en la Universidad de Saná, prosiguiendo estudios de doctorado en la misma especialidad en la Universidad de El Cairo en 2008, antes de regresar a su país para ocupar un puesto académico en la Universidad de Saná.
Su primera obra literaria fue una historia corta en la revista al-Thawra. Desde entonces, ha publicado varias colecciones de cuentos, comenzando con Zaferat Al-Yasmeen en 2001. Su primera novela, titulada Hubb laysa illà (en español: No más que amor), apareció en 2006; fue seguida en 2009 por Aqeelat, una historia sobre las vidas de 19 mujeres yemeníes. También en 2009, formó un grupo literario llamado Meeting Yesterday con otros autores yemeníes como Ali al-Moqri, Samir Abdul-Fatah y Wajdi al-Ahdal.
Ha recibido varios premios literarios tanto en Yemen como en el extranjero. Entre ellos se encuentran el Premio Suad al-Sabah en 2000 (segundo premio) y el Premio del Presidente Yemení para Escritores Jóvenes (2001). En 2009, fue invitada a participar del primer taller de escritores (nadwa) organizado por IPAF, y su trabajo fue incluido en la antología resultante titulada Emerging Arab Voices. Su trabajo apareció traducido en dos números de la revista Banipal, en 2005 y en 2009. También ha sido traducida al francés y al alemán.
Al-Kokabany está casada y tiene tres hijos.